# 越智俊介
越智 俊介（おち しゅんすけ、1991年1月10日 - ）は、日本のベーシスト。

## 略歴
北海道余市町出身。高校入学時より独学でベースを弾き始める。2014年7月、SAPPORO CITY JAZZのパークジャズライブコンテスト2014にて、自身のバンド・North Pandemic Groove として出演し、優勝する。
2015年4月、ファンクポップバンド・カラスは真っ白に、オチ・ザ・ファンク名義で加入。6月、カナダのトロントジャズフェスティバルに North Pandemic Grooveで出演。10月15日公開、映画『何者』で、劇中のバンドOVER MUSICのメンバーとして、ベースを担う。ドラムはタイヘイ。ギター指導でシミズコウヘイも参加。
2017年3月、バンド・CRCK/LCKSに角田隆太の後継として加入。
2022年7月、越智俊介名義で初めての音源『puzzle』をリリース。ボーカル、ギター、ベースを自身で務めたほか、ドラムにタイヘイ、キーボードに工藤拓人、編曲にKTHを迎えた。
現在では、CRCK/LCKSのメンバーとしての活動のほか、菅田将暉、石崎ひゅーい、CHARA、Himi、PEARL CENTER、大和田慧、象眠舎、大比良瑞希、中村佳穂、荒田洸、S**t kingzなど、数多くのアーティストをサポートするセッション・ミュージシャンとしても活動している。